# 블록체인 처리 장치

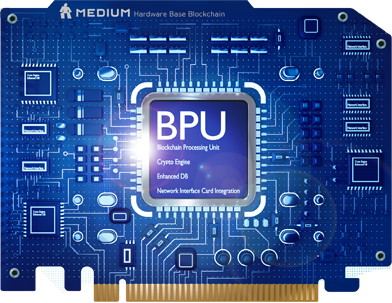
BPU(Blockchain processing Unit)

블록체인 처리 장치(Blockchain Processing Unit, BPU)는 미디움 (기업) 전세계 최초로 개발한 블록체인 플랫폼을 위한 하드웨어 정보처리장치이다. BPU는 Cyrpto Engine, Enhanced DB, SC Enging, NIC Engine 모듈로 구성되어 있으면 이는 블록체인 플랫폼에서 반복적으로 수행하는 동작 형태를 묘듈화하였고 각 모듈 파트별로 데이터 처리 패턴의 특징에 맞게 구조가 설계되어 동작된다. 
이와 같은 패턴 모듈화 설계 방식은 기존범용 목적으로 설계된 CPU에서 동작하는 데이터 연산과 메모리 컨트롤 메커니즘 상에서 발생할 수 밖에 없는 병목현상을 근본적으로 개선할 수 있으며, 통상적으로 블록체인 플랫폼에서 발생되는 트랜잭션 데이터와 스마트 컨트랙트 데이터 등의 데이터 패턴에 맞게 최적화되었다.